# Ennio Canino
Ennio Canino (* 1924 in Castellammare di Stabia; † 27. September 2001 in Paris) war ein italienischer Architekt.

## Werke
Er plante die folgenden Kirchen in Rom:
- Nostra Signora de La Salette (zusammen mit Viviana Rizzi) 1957–1965
- San Giovanni Crisostomo (zusammen mit Viviana Rizzi) 1968–1969
- San Marco Evangelista in Argro Laurentino 1970–1972
- San Paolo della Croce a Corviale 1977–1983
- Santa Maria Stella Maris a Casal Palocco 1977
- Santissimo Redentore a Valmelaina (zusammen mit Viviana Rizzi) 1977
- Santa Maria della Consolazione 1983
- San Liborio 1996–1998